# Lucius Titinius Glaucus Lucretianus

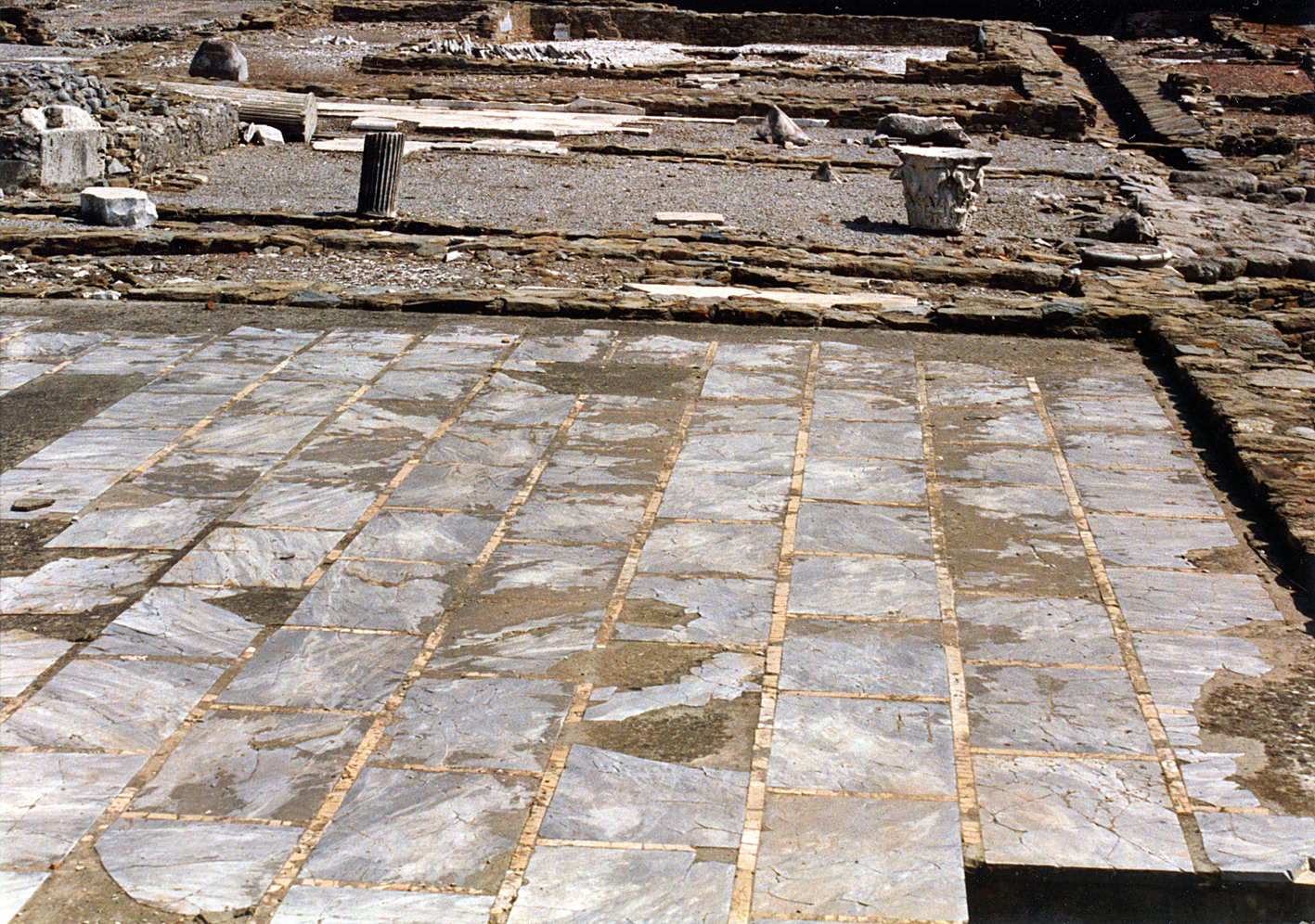
Archeologische site van het forum van Luna

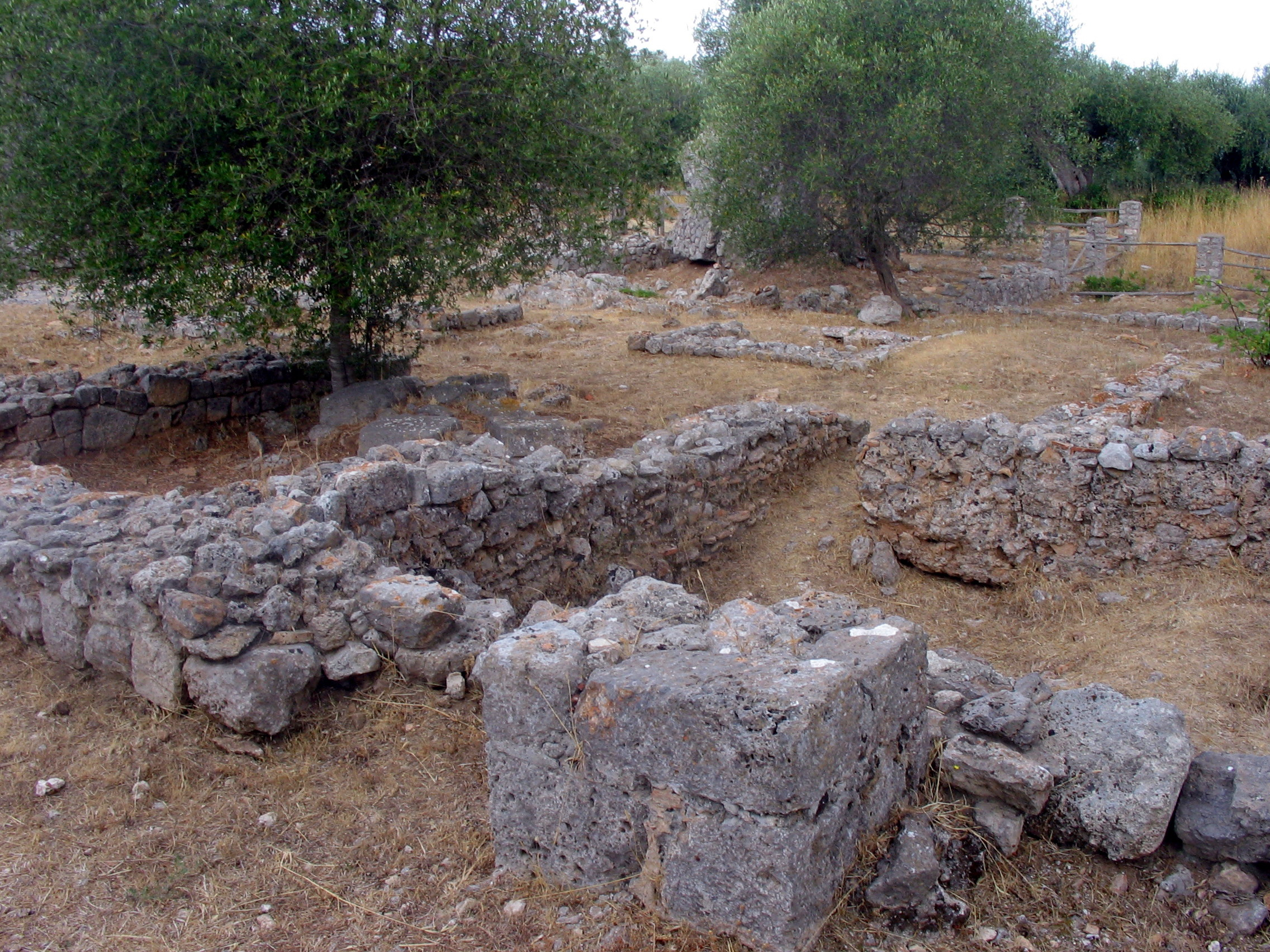
Archeologische site van de basilica van Cosa

Lucius Titinius Glaucus Lucretianus (volledige naam Lucius Titinius Luci filius Galeria Glaucus Lucretianus) was een lid van de Romeinse ridderorde (Eques) uit Luna, die leefde in de 1e eeuw. Zijn carrière is bekend uit drie inscripties die in Luna (het huidige Luni in de Italiaanse regio Ligurië) zijn gevonden.

## Leven
Titinius Glaucus bekleedde aanvankelijk de volgende ambten in zijn geboorteplaats Luna: hij was driemaal duovir, werd vervolgens door de gunst van keizer Claudius verkozen tot quinquennalis (quinquennalis primus creatus beneficio divi Claudii), een magistraat in de de Romeinse koloniën. Hij werd de plaatsvervangend magistraat (praefectus Neronis Claudi Caesaris Augusti) voor de latere keizer Nero in Luna, waarvan hij ook de beschermheer (patronus coloniae) werd.
Als magistraat van de koloniën zag hij toe op het herstelwerk aan het capitolium in Cosa en de ombouw van de basilica aldaar tot odeum. In de jaren 51-52 woonde hij waarschijnlijk in het huis van Diana aan het forumplein van Cosa.
In Rome bekleedde hij verschillende eervolle ambten; zo werd hij benoemd tot sevir equitum Romanorum, de commandant van een van de cavalerie-eenheden (turmae), nam hij de religieuze functie van curio (curio sacrorum faciundorum) over en werd hij praefectus fabrum, secondant van een consul. Ook in Luna kreeg hij taken als priester ofwel flamen (flamen Romae et Augustorum), dankzij de welwillendheid van de keizer (flamen Augusti beneficio Caesaris creatus).
Titinius Glaucus oefende daarna de volgende functies uit: hij was krijgstribuun (tribunus militum) in het 22e legioen Primigenia, dat was gestationeerd in Mogontiacum, het hedendaagse Mainz. Daarna werd hij door de gouverneur van de provincie Hispania Tarraconensis als legatus (praefectus pro legato insularum Baliarum) naar de Balearen gestuurd en uiteindelijk bekleedde hij het ambt van krijgstribuun in het 6e legioen Victrix in Spanje.
Titinius Glaucus was lid van de Tribus Galeria, een van de 35 "stammen" van Rome die samen de comitia tributa vormden. In en rond zijn geboorteplaats Luna werden meerdere bakstenen gevonden waarin zijn naam was gestempeld, wat er op wijst dat hij actief was in de Romeinse keramiekindustrie. Er zijn ook sterke aanwijzingen dat hij een belang had in de marmergroeven van Luna.

## Inscripties
In de buurt van Luni zijn drie stenen gevonden met inscripties waarop zijn naam wordt vermeld. De carrière van Titinius Glaucus wordt in deze inscripties anders weergegeven: elk van de twee volledig bewaarde inscripties vermeldt functies die niet in de andere zijn opgenomen.
De oudste van de drie inscripties is slechts fragmentarisch bewaard gebleven. Deze inscriptie is gedateerd op 54/63 door de Epigraphik-Datenbank Clauss/Slaby (EDCS). Hierop wordt vermeld dat hij eerst driemaal duovir was en daarna quinquennalis (IIvir III quinquennali) werd, terwijl op de twee volledig bewaard gebleven inscripties IIvir IIII staat. Hij werd dus voor een vierde keer duovir nadat hij quinquennalis was geweest.
De tweede inscriptie is opgedragen aan Poppaea Sabina, Nero en hun (reeds overleden) dochter Claudia Augusta. In deze inscriptie zijn zijn ambten in de volgende volgorde vermeld: duovir IIII, quinquennalis primus creatus beneficio divi Claudii, praefectus Neronis Claudi Caesaris Augusti, patronus coloniae, sevir equitum Romanorum, curio sacrorum faciundorum, flamen Romae, flamen Augusti beneficio Caesaris creatus, tribunus militum legionis XXII Primigeniae en praefectus insularum Baliarum. De EDCS dateert deze inscriptie op het jaar 63.
De derde inscriptie is opgedragen aan de toen reeds overleden Poppaea en Nero. In deze inscriptie zijn zijn ambten in de volgende volgorde vermeld: flamen Romae et Augustorum, IIvir IIII, patronus coloniae, sevir equitum Romanorum, curio, praefectus fabrum consulis, tribunus militum legionis XXII Primigeniae, praefectus pro legato insularum Baliarum en tribunus militum legionis VI Victricis. De EDCS dateert deze inscriptie op het jaar 65.
In Luna werd nog een inscriptie met zijn carrière gevonden, maar daarvan zijn slechts fragmenten bewaard gebleven.

## Datering
Ségolène Demougin en Elizabeth Fentress dateren de afzonderlijke fasen van zijn carrière als volgt: quinquennalis ten tijde van de heerschappij van keizer Claudius (ca. 49) en curator in Cosa in 51-52. Hij begon zijn militaire carrière rond 60, werd krijgstribuun in het 22e legioen, legaat op de Balearen van 63 tot 65 en krijgstribuun in het 6e legioen in het jaar 66.